# Иеровоам II
Иеровоам II (ивр. יָרָבְעָם‎ — «народ умножится»; греч. Ἱεροβοάμ) — 13-й царь израильский, сын и преемник Иоаса, правнук Ииуя. Сведения о нём содержатся в четвёртой книге Царств (14:23—29) и других местах Ветхого завета. Согласно Библии, царствовал 41 год (4 Цар. 14:23).

## Библейские сведения
Согласно Библии, Иеровоам был язычником, не отказываясь от служения золотым тельцам, и вёл успешные войны с Сирией, моавитянами, аммонитянами, взял Дамаск и Емаф и восстановил древние пределы своего царства до Евфрата и Мертвого моря. Библейский хронист считает, что Господь Яхве помогал ему, потому что ещё не хотел предать на погибель потомков Израиля.
Израильское царство достигло высшего расцвета во дни царствования Иеровоама. Современные ему пророки Осия и Амос громко выступали против нечестия и беззаконий, процветавших при спокойной внутриполитической обстановке. Через Амоса Бог возвестил приближающуюся погибель дома Иеровоама и падение царства израильского (Амос. 7:9—11). Царствование Иеровоама II продолжалось 41 год. После него на престол вступил его сын, Захария, царствовавший только 6 месяцев.

## Археологические свидетельства
В 1910 году Г. А. Рейснер при раскопках царского дворца в Самарии обнаружил переписку на глиняных черепках времён Иеровоама II. Они содержат датировку с 9-го по 17 год царствования Иеровоама.

## Датировка царствования
- По Библейской энциклопедии архимандрита Никифора: 835—794 годы до н. э.
- По Уильяму Олбрайту: 786—746 годы до н. э.
- По Эдвину Тиле: 793—753 годы до н. э. (до 782 года до н. э. — соправитель Иоаса).